# Јузуру Ханју
Јузуру Ханју (Сендај, 7. децембар 1994) је јапански клизач и олимпијски победник. На Олимпијским играма 2014. у Сочију постао је први Јапанац, олимпијски победник у уметничком клизању. 2010. године освојио је златну медаљу на Светском јуниорском првенству. На Светским првенствима у сениорској конкуренцији дебитовао је у Ници 2012. бронзаном медаљом, наредне године био је четврти, а злато је освојио 2014. Светски вицешампион потао је 2015. и 2016, а светски првак поново 2017. На Олимпијским играма у Пјонгчангу 2018. одбранио је титулу. Он је постао шампион четири континента 2020, светски јуниорски шампион 2010, шампион финала јуниорског гран прија 2009–10 и шестоструки национални шампион Јапана (2012–2015, 2020–2021). Такође је освојио медаље на пет других светских првенстава, узевши бронзу 2012 и 2021. и сребро 2015, 2016 и 2019 године, што га чини јединим клизачем појединачно заједно са Јаном Хофманом који је освојио седам медаља на светским првенствима у ери након Другог светског рата.
Пошто су га многи писци о спорту, коментатори и клизачи називали једним од највећих уметничких клизача у историји због његових добро заокружених вештина, достигнућа, популарности и утицаја на спорт, Ханју је први клизач у појединачној конкуренцији који је постигао Супер слем, освојивши сва велика такмичења у сениорској и јуниорској каријери. Он је деветнаест пута оборио светске рекорде — највише пута међу клизачима појединачно од увођења ISU система суђења 2004. Он је први човек који је добио преко 100 поена у кратком програму за мушкарце, преко 200 поена у слободном клизању за мушкарце, и преко 300 укупно бодова у конкуренцији. Након освајања своје прве олимпијске титуле, Ханју је постао први азијски мушки клизач који је освојио олимпијско злато. Са деветнаест година, био је најмлађи клизач који је освојио олимпијску титулу од Дика Батона 1948. године. Године 2018, постао је први човек који је освојио две узастопне олимпијске златне медаље од Батонових узастопних титула 1948. и 1952. године. На CS јесењем међународном класику 2016, Ханју је постао први клизач у историји који је успешно спустио четвороструку петљу на такмичењу. Он је први мушки клизач појединачно из Азије који је освојио више светских првенстава.
Као признање за његова достигнућа, Ханју је постао најмлађи добитник Награде националне части, коју је доделио премијер Јапана за „давање снова и узбуђења људима и наде и храбрости друштву“. Он је први уметнички клизач који је номинован за Лауреус Светску спортску награду и проглашен је за највреднијег клизача на инаугурационој додели ISU клизачких награда 2020. Ханју је такође био представљен на престижним листама, као што је Форбсова листа 30 испод 30 Азија такође као ESPN-ова листа 100 светских славних и Доминантних 20. Ханју је 2022. године био рангиран на шесто место на листи најтраженијих спортиста на Гугловој претрази широм света. Исте године, 19. јула, Ханју је објавио своју одлуку да се окрене професионализму и „одступи” од такмичарског уметничког клизања након 12 година дуге сениорске каријере, што према Никеј Азији „означава крај једне ере” у такмичењу.